# Thalerommata meridana
Thalerommata meridana är en spindelart som först beskrevs av Chamberlin och Ivie 1938.  Thalerommata meridana ingår i släktet Thalerommata och familjen Barychelidae. Inga underarter finns listade i Catalogue of Life.